# David W. Smith
David W. Smith (David Weyhe Smith; * 24. September 1926 in Oakland; † September 1981 in Seattle) war ein amerikanischer Pädiater und Morphologe. Nach ihm und seinen Kollegen sind die Syndrome Aase-Smith, Marshall-Smith, Ruvalcaba-Myhre-Smith, Smith-Lemli-Opitz I und II, Smith-Theiler-Schachenmann und Weaver-Smith benannt.

## Biographie
Smith begann seine Karriere als Kinderarzt. 1958 wurde er Professor für Pädiatrie an der medizinischen Fakultät der Universität von Wisconsin und verließ diese Institution 1966, um den Lehrstuhl an der University of Washington in Seattle zu besetzen, wo er den Rest seiner Laufbahn blieb. Smith erhielt weltweit Ruhm und Anerkennung für seine Arbeiten auf dem Gebiet der Dysmorphologie. Er war ein guter Bekannter seines norwegischen Kollegen Dagfinn Aarskog.
Er veröffentlichte an die 200 Arbeiten und sechs Monographien, inklusive seiner klassischen Erkennungsschemata für menschliche Fehlbildungen, die als Schlüsseldokument auf diesem Gebiet gelten.